# (242493) 2004 WO12
(242493) 2004 WO12 là một tiểu hành tinh vành đai chính. Nó được phát hiện bởi Robert H. McNaught ở Đài thiên văn Siding Spring ở Coonabarabran, New South Wales, Australia, ngày 22 tháng 11 năm 2004.